# Хонигман, Эрнест
Эрнест Хонигман (нем. Ernest Honigmann; 8 августа 1892 — 30 июля 1954) — бельгийский историк античности. Член Королевской академии наук и искусств Бельгии
В 1929 году опубликовал в Гейдельберге работу «Семь климатов» (нем. Die sieben Klimata und die Πόλεις Επίσημοι), исследовавшую вопрос астрологической географии о соотношении климатов (широт) на Земле и зон (поясов) в небе, обсуждаемый, в частности, Птолемеем. В 1935 году напечатал обзорный труд «Восточная граница Византийского государства с 363 по 1017 гг., согласно греческим, арабским, сирийским и армянским источникам» (нем. Die ostgrenze des Byznatinischen reiches von 363 bis 1017, nach griechischen, arabischen, syrischen und armenischen quellen). В 1952 году независимо от Шалвы Нуцубидзе выдвинул гипотезу о принадлежности «Ареопагитик» Петру Иверу. Посмертно опубликованы под одной обложкой три работы Хонигмана, которые рецензент Гленвилл Дауни оценил как характеризующиеся «показательными для всех трудов Хонигмана обширными познаниями и скрупулёзной тщательностью»: подробное исследование о Константинопольском соборе 394 года, работа о местонахождении древнего армянского города Романополиса и анализ так называемого Thronos Alexandrinos — карты епархий, входивших в VII веке в Александрийский патриархат.